# Hči mestnega sodnika
Hči mestnega sodnika je povest Josipa Jurčiča. Delo ima podnaslov Izvirna zgodovinska povest iz 15. stoletja in je izhajalo od julija do decembra v Slovenskem glasniku leta 1866.

## Vsebina
Leta 1422 je službo mestnega sodnika v Ljubljani opravljal Janez Sumerek. V tem času so Ljubljančanje dobili novega deželnega poglavarja, Jurija Auersperga s Turjaka. A ta Ljubljančanom ni bil naklonjen, saj je pred časom izgubil pravdo z njimi. Tisti dan se je Jurij predstavil prebivalcem Ljubljane. Z njim je bil tudi Italijan Ciriani, čeden mladenič, ki se je odločil zapeljati sodnikovo hči Heleno. Zvečer pet oboroženih mož pride na sodnikov vrt, med njimi Ciriani, ki je želel na skrivaj obiskati deklico. A zapazijo jih mestni stražarje, enega od Cirianovih mož ubijejo, drugi pobegnejo. Sodnik se oglasi pri Auerspergu in se mu pritoži, da mu mesto napadajo turjaški možje, spremstvo Cirianijevo. Sodnik se želi pritožiti višjim oblastem, užaljeni Jurij ga prežene z gradu. Plemenitaš se sklene maščevati meščanom.
Kmalu so začele hoditi turjaške straže po mestu. Helena je dobila Cirianijevo pismo in se z njim sestala, proti njeni volji jo je povlekel na konja in pobegnil z njo. Medtem se razširi govorica, da so zaprli tudi sodnika. Helena uspe poslati sporočilo očetovemu prijatelju Simonu Grniščaku. Meščanje izvedo, da imajo Turjaški zaprtega sodnika in njegovo hči, množično gredo v napad na grad. Auersperg sodniku obljubi, da mu bo vrnil hčer, če pomiri besneče ljudstvo pred vrati. Sumerek pomiri ljudi, oddide domov in se čez čas z Grniščakom vrne po svojo hčer. A ko vstopi v sobo, Ciriani zavpije, da mu dekleta nihče ne bo živega vzel in jo zabode. Grniščak pa zabode Italijana. 
Ko je o dogodkih izvedel vojvoda Ernest, je v Ljubljani zbral več veljavnih mož, ki so raziskali dogajanje. Jurij Auersperg je bil odstavljen in bi ga tudi usmrtili, če se ne bi sorodniki zanj potegnili. Izvolili so novega deželnega poglavarja. Sumerek je kmalu umrl, a je imel pred smrtjo še to veselje, da je videl za mestnega sodnika izvoljenega prijatelja Grniščaka.

## Dogajališča romana na spletišču Geopedia.si
- Grad Turjak Arhivirano 2017-07-29 na Wayback Machine.
- Ljubljana (Levstikov trg) Arhivirano 2017-07-29 na Wayback Machine.
- Ljubljana (Stari trg) Arhivirano 2017-07-29 na Wayback Machine.